# Tren Brasilia-Luziânia
El Tren Brasilia-Luziânia se trata de un tren de transporte de pasajeros en fase de proyecto que deberá unir las ciudades del Entorno del Distrito Federal, en el estado de Goiás a la región central de Brasilia. Las obras deberían comenzar en 2014.

## Proyecto
El sistema está actualmente en fase de estudios técnicos y de viabilidad económica. La idea de la Superintendencia para el Desarrollo del Centro-Oeste SUDECO es aprovechar los railes ya existentes en la región para implantar la nueva malla. 
La previsión era que a finales de 2013 terminasen los estudios técnicos, y las obras comenzasen a comienzos de 2014.
Los estudios técnicos se iniciaron en diciembre de 2013, con cierto retraso, pero aparentemente a obra mantem el cronograma de construcción.

## Trazado
El sistema está dividido en dos fases. La primera de 74 km deberá tener por lo menos ocho estaciones, tres en Goiás, en la región sur del Entorno, y cinco en el Distrito Federal.
Ya en la segunda fase, todavía sin fecha para salir del papel, se uniría la Rodoferroviaria de Brasilia, al Entorno norte.
En los dos tramos, además del DF, cuatro municipios goianos albergarían estaciones de la línea: Luziânia, Valparaíso de Goiás, Cidade Ocidental, en la región sur, y Formosa, en la región norte.